# Ærø Flyveplads
Ærø Flyveplads (ICAO: EKAE) er en flyveplads, etableret 1960, beliggende på Ærø bestående af én landingsbane på 789 meter. Den ejes og drives af Ærø Kommune.
Starling Air flyver to daglige afgange mellem Ærø og Roskilde Lufthavn, over Sydfyns Flyveplads på Tåsinge og Ringsted Flyveplads